# Klejnsmed
En klejnsmed er en smed, der er specialiseret i mindre emner, finmekanik, og betegnelsen er afledt af tysk klein = lille.
En grovsmed arbejder med større emner. Ikke desto mindre kan grovsmedens og klejnsmedens arbejdsområder undertiden overlappe hinanden. Hovedsagelig arbejder klejnsmeden som finsmed, fx som låsesmed, hvilket er grundlaget for den tyske betegnelse Schlosser.